# Tenki no ko
Tenki no ko (japonsky 天気の子, anglicky Weathering with You) je japonský animovaný romantický film z roku 2019, který režíroval a napsal Makoto Šinkai. Za jeho produkcí stojí animační studio CoMix Wave Films. Hudbu vytvořila japonská rocková kapela Radwimps. Film se odehrává v Japonsku během období vydatných dešťů a vypráví příběh středoškolského kluka, který utíká do Tokia a seznamuje se s osiřelou dívkou, jež má schopnosti, se kterými může ovládat počasí.
Tenki no ko byl uveden do japonských kin 19. listopadu 2019 společností Tóhó. K 12. dubnu 2020 utržil v Japonsku 14,06 miliard jenů. K červenci 2020 celosvětově utržil 193,1 milionu dolarů. Film zastupoval Japonsko na 92. ročníku udílení Oscarů v kategorii nejlepšího cizojazyčného filmu, na užší seznam kandidátů se však nedostal. Získal čtyři nominace na cenu Annie, včetně nominace v kategorii nejlepšího animovaného nezávislého celovečerního filmu.  Obdržel několik cen, a to například Tokyo Anime Award a Filmovou cenu Japonské akademie, obě ve dvou kategoriích.

## Obsazení
| Kotaro Daigó     | Hodaka Morišima     |
| Nana Mori        | Hina Amano          |
| Šun Oguri        | Keisuke Suga        |
| Cubasa Honda     | Nacumi Suga         |
| Čieko Baišó      | Fumi Tačibana       |
| Sakura Kirjú     | Nagisa (Nagi) Amano |
| Sei Hiraizumi    | Jasui               |
| Júki Kadži       | Takai               |
| Mone Kamiširaiši | Micuha Mijamizu     |
| Rjúnosuke Kamiki | Taki Tačibana       |